# Джеймс Мэй: О, Повар!
Джеймс Мэй: О, Повар! (англ. James May: Oh Cook) — кулинарное шоу, выходящее на Amazon Prime Video, автором и ведущим которого является британский тележурналист Джеймс Мэй. Премьера первого сезона состоялась 13 ноября 2020 года, второго — 24 мая 2023 года.
Рецепты, приготовленные в данном шоу, легли в основу книги Oh Cook!: 60 Easy Recipes That Any Idiot Can Make.

## Список эпизодов

### Сезон 1 (2020)
| № | Название                         | Дата премьеры  |
| - | -------------------------------- | -------------- |
| 1 | «Asian Fusion» «Азиатская кухня» | 13 ноября 2020 |
| 2 | «Pub Classics» «Классика пабов»  | 13 ноября 2020 |
| 3 | «Pasta» «Паста»                  | 13 ноября 2020 |
| 4 | «Curry» «Карри»                  | 13 ноября 2020 |
| 5 | «Pudding» «Пуддинг»              | 13 ноября 2020 |
| 6 | «Breakfast» «Завтрак»            | 13 ноября 2020 |
| 7 | «Roast» «Жаркое»                 | 13 ноября 2020 |

### Сезон 2 (2023)
| № | Название                                       | Дата премьеры |
| - | ---------------------------------------------- | ------------- |
| 1 | «French Classics» «Французская классика»       | 24 мая 2023   |
| 2 | «Japanese» «Японская кухня»                    | 24 мая 2023   |
| 3 | «70's Dinner Party» «Обеденная вечеринка 70-х» | 24 мая 2023   |
| 4 | «Vegan» «Веганские блюда»                      | 24 мая 2023   |
| 5 | «German» «Немецкая кухня»                      | 24 мая 2023   |
| 6 | «Picnic» «Пикник»                              | 24 мая 2023   |
| 7 | «Mexican» «Мексиканская кухня»                 | 24 мая 2023   |

## Внешние ссылки
- Official website for US Viewers
- https://www.imdb.com/title/tt12546678